# Albertisia
Albertisia é um género botânico pertencente à família Menispermaceae.

## Espécies
- Albertisia apiculata (Troupin) Forman
- Albertisia capituliflora (Diels) Forman
- Albertisia cordifolia (Mangenot & Miege) Forman
- Albertisia crassa Forman
- Albertisia cuneata (Keay) Forman
- Albertisia delagoensis (N.E Brown) Forman
- Albertisia exelliana (Troupin) Forman
- Albertisia ferruginea (Diels) Forman
- Albertisia glabra (Diels ex Troupin) Forman
- Albertisia laurifolia Yamamoto
- Albertisia mangenotii (Guillaumet & Debray) L.L.Forman
- Albertisia mecistophylla (Miers) Forman
- Albertisia megacarpa Diels ex Forman
- Albertisia papuana Becc.
- Albertisia perryana H.L.Li
- Albertisia porcata Breteler
- Albertisia puberula L.L.Forman
- Albertisia scandens (Mangenot & Miege) Forman
- Albertisia triplinervis L.L.Forman
- Albertisia undulata (Hiern) Forman
- Albertisia villosa (Exell) Forman